# バイブレーション（胸から胸へ）
「バイブレーション（胸から胸へ）」（バイブレーション むねからむねへ）は、 1978年3月21日に発売された郷ひろみ25作目のシングル。

## 収録曲
全曲　作詞:島武実／作曲:都倉俊一
1. バイブレーション（胸から胸へ）　（3分45秒）
  - 編曲:船山基紀
2. 光る河（4分01秒）
  - 編曲:都倉俊一